# أندرياس ستراند
أندرياس ستراند (بالنرويجية البوكمول: Andreas Strand)‏ هو لاعب كرة قدم نرويجي، ولد في 10 يونيو 1978. لعب مع نادي ستابك.